# 少室六門
《少室六門》，又作《小室六門》，收於《大正藏》第四十八冊、《卍續藏》第一一三冊，編者不詳，題作菩提達摩撰，分為第一門〈心經頌〉，第二門〈破相論〉，第三門〈二種入〉，第四門〈安心法門〉，第五門〈悟性論〉，第六門〈血脈論〉。
近代學者認為除〈二種入〉確信是達摩所傳之外，《少室六門》其餘五篇多半為後人所作。

## 內容
其特色分列如下：
- 〈心經頌〉－ 是就玄奘所譯《般若心經》的註解，逐句附上五言八句的頌，共三十七偈。
- 〈破相論〉－又稱〈观心论〉，《禪門撮要》稱之〈達磨大師觀心論〉。主張以观心一法总摄诸法，最为简要[1]，或認為作者是神秀。
- 〈四行論〉－即是《二入四行論》，主張眾生同一真性，為妄想所覆不能顯了。要捨妄歸真，凝心壁觀，不分別自他凡聖，更不隨於文字，並透過「報冤行、隨緣行、無所求行、稱法行」四種法門，以克己利他、消除妄想習氣，最終證成道果。[2]
- 〈安心法門〉－又收入《宗鏡錄》卷九十七、《聯燈會要》卷二、《正法眼藏 》（大慧宗杲）卷二；另有敦煌出土的異本，然增減甚多。
- 〈悟性論〉－以寂灭为体，以离相为宗，从而强调寂灭即菩提。[1]此論見於圓珍《智證大師請來目錄》
- 〈血脈論〉－强调三界兴起同归，前佛後佛以心传心，不立文字的旨趣。附有南宋紹興二十三（1153）年的序文[1]

本書版本有日本鎌倉末期五山版、正保四年（清順治四年，1647）本、寬文七年（康熙六年，1667）本和延寶三年（康熙十四年）鼇頭本。其中，五山版是日本最早的版本，為鎌倉末期至日本南北朝初期刊行的覆刻宋版。
在朝鮮梵魚寺版《禪門撮要》中，亦收錄《少室六門》的血脈論、破相論、四行論。《卍續藏》、《大正藏》、《禪門撮要》此三版本間有些許差異。

## 外部連結
- 《大正新修大藏經‧諸宗部‧少室六門》